# Estuaire de la Seine
Estuaire de la Seine este o arie protejată (sit de importanță comunitară — SCI) din Franța întinsă pe o suprafață de 11.341 ha, din care 65 % marine.

## Localizare
Centrul sitului Estuaire de la Seine este situat la coordonatele 49°25′08″N 0°08′05″E / 49.41889°N 0.13472°E.

## Înființare
Situl Estuaire de la Seine a fost declarat arie specială de conservare în baza directivei 92/43 din 1992 referitoare la conservarea habitatelor naturale și a faunei și florei sălbatice pentru a proteja 20 de specii de animale.

## Biodiversitate
Situată în ecoregiunea atlantică, aria protejată conține 24 de habitate naturale: Bancuri de nisip acoperite în permanență slab de apă marină, Recifuri, Vegetație anuală la limita mareei, Vegetație perenă pe țărmurile stâncoase, Salicornia și alte specii anuale care populează regiunile mlăștinoase și nisipoase, Dune mobile cu vegetație embrionară, Dune mobile de-a lungul țărmului cu Ammophila arenaria („dune albe”), Dune de coastă fixe cu vegetație erbacee („dune gri”), Dune împădurite din regiunile atlantică, continentală și boreală, Ape puternic oligomezotrofe cu vegetație bentonică cu Chara spp., Pajiști uscate seminaturale și facies de acoperire cu tufișuri pe substraturi calcaroase (Festuco-Brometalia) (* situri importante pentru orhidee), Liziere de ierburi înalte hidrofile de câmpie și de nivel montan până la alpin, Fânețe de joasă altitudine (Alopecurus pratensis, Sanguisorba officinalis), Păduri de fag acidofile atlantice, cu subarboret de Ilex și, uneori, de asemenea, Taxus, la nivelul arbuștilor (Quercion robori-petraeae sau Ilici-Fagenion), Păduri de fag Asperulo-Fagetum, Păduri pe pante, grohotișuri și ravene de Tilio-Acerion, Terase mlăștinoase și terase nisipoase neacoperite de apă la reflux, Pășuni atlantice udate de apa mării (Glauco-Puccinellietalia maritimae), Cursuri de apă de la nivel de câmpie la nivel montan, cu vegetație Ranunculion fluitantis și Callitricho-Batrachion, Depresiuni intradunale umede, Dune cu Hyppophaë rhamnoides, Lacuri eutrofice naturale cu vegetație de tip Magnopotamion sau Hydrocharition, Peșteri inaccesibile publicului, Estuare.
La baza desemnării sitului se află mai multe specii protejate:
- amfibieni (1): triton cu creastă (Triturus cristatus)
- mamifere (7): liliac cârn (Barbastella barbastellus), Halichoerus grypus, liliac comun (Myotis myotis), focă obișnuită (Phoca vitulina), marsuin (Phocoena phocoena), liliacul mare cu potcoavă (Rhinolophus ferrumequinum), liliacul mic cu potcoavă (Rhinolophus hipposideros)
- nevertebrate (4): Coenagrion mercuriale, fluturele auriu (Euphydryas aurinia), Euplagia quadripunctaria, rădașcă (Lucanus cervus)
- pești (8): Alosa alosa, Alosa fallax, zglăvoacă (Cottus gobio), Cottus perifretum, Lampetra fluviatilis, cicar (Lampetra planeri), Petromyzon marinus, somonul (Salmo salar)

Pe lângă speciile protejate, pe teritoriul sitului au mai fost identificate 9 specii de plante, 1 specie de păsări, 3 specii de mamifere, 1 specie de nevertebrate, 3 specii de pești.